# ستيفن فيليب جونز
ستيفن فيليب جونز (بالإنجليزية: Steven Philip Jones)‏ هو كاتب أمريكي، ولد في 20 مارس 1960 في لنكن في الولايات المتحدة.